# Stenhøj (Sandbjerg)
Der Stenhøj ist eine megalithische Grabanlage der jungsteinzeitlichen Nordgruppe der Trichterbecherkultur im Kirchspiel Birkerød in der dänischen Kommune Rudersdal.

## Lage
Das Grab liegt nordwestlich von Trørød und östlich von Sandbjerg auf dem Grundstück Kæmpehøjvej 3. In der näheren Umgebung gibt bzw. gab es zahlreiche weitere megalithische Grabanlagen.

## Forschungsgeschichte
In den Jahren 1884 und 1942 führten Mitarbeiter des Dänischen Nationalmuseums Dokumentationen der Fundstelle durch. Eine weitere Dokumentation erfolgte 1982 durch Mitarbeiter der Forst- und Naturbehörde.

## Beschreibung
Die Anlage besitzt eine ost-westlich orientierte rechteckige Hügelschüttung, mit einer Länge von 17 m, einer Breite von 16 m und einer Höhe von 2 m. Von der Umfassung waren 1884 noch mehrere Steine an der Ostseite zu sehen, die aber im Bericht von 1942 nicht mehr erwähnt wurden.
Der Hügel enthält eine in Resten erhaltene Grabkammer. Erkennbar sind insgesamt fünf Steine, von denen sich drei als ein Abschlussstein mit einem angrenzenden Wandsteinpaar identifizieren lassen. Der genaue Grabtyp lässt sich nicht sicher bestimmen.